# قضاء رواندوز

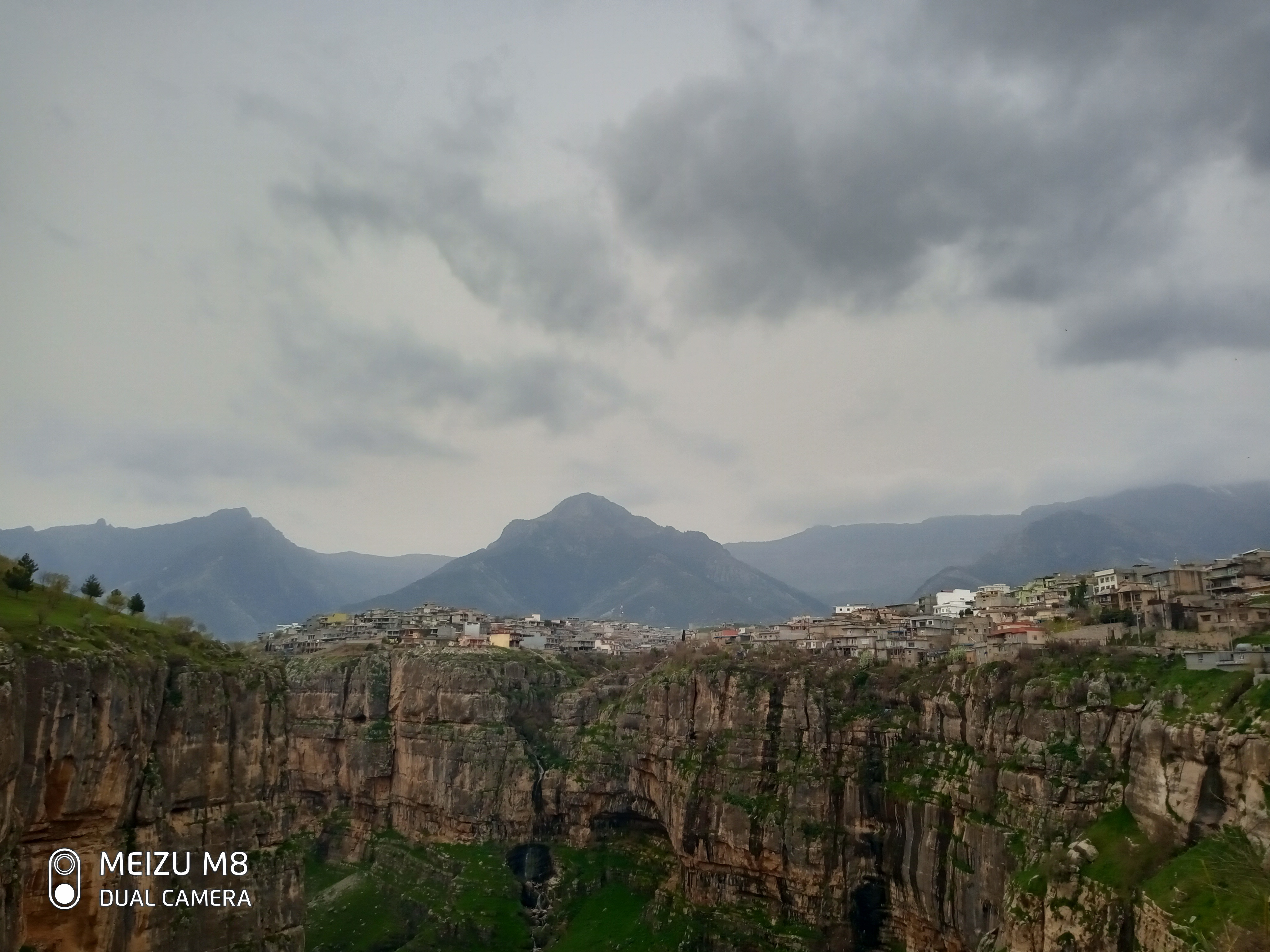
مدينة رواندز

قضاء راوندوز وهو اقدم أقضية محافظة أربيل في العراق وكان عاصمة لامارة سوران التي حكمت لقرون عديدة مساحات واسعة من اقليم كوردستان العراق وبعد استحداث أقضية جومان ميركة سور وسوران في المناطق التي كانت سابقا تابعة لرواندوز تقلصت مساحتها ويتبعها حاليا ناحية واحدة هي ناحية ورتي و12 قرية. وتقع رواندوز عند سفح صخري يحيط بها واديان عميقان والمنطقة عموما تحيط بها سلاسل جبال شاهقة وهنالك طريق يمر عبر مدينة سوران نحو رواندوز ومن سوران يمكن رؤية رواندوز قبل بلوغها حيث تتوزع مبانيها العامة والخاصة بشكل هندسي يجسد طراز العمران الجبلي ومن رواندوز يمكن للسائح ان يواصل سيره مرورا بمنتجع بانك وصولا إلى مصيف وشلال بيخال الشهير وتبلغ مساحة مركز القضاء حوالي 487 كم2

## معنى راوندوز
يقول العلامة محمد أمين زكي (ان اكثرية سكان منطقة راوندوز ينتمون لعشيرة راوندوز أو رواندز وكانت قلعة روان طوال مدة الإمارة السوانية ملجأ حصينا لها اما قلعة راوندوز فقد اتخذت مركزا للامارات في عهد اخر امیر من امراء السوران وهذه المدينة الصغيرة تضم بين جوانبها الأربعة الفي بيت من السكان وتقع في وسط السهول الكائنة بين ميديا واشوريا) ويقول (يحتمل أن تكون عشيرة راوندوز إحدى بطون عشيرة الروادي الشهيرة في التاريخ التي كانت مقيمة في الأصل في أذربيجان حيث أسست فيها الحكومة الروادية وانجبت قائدا كصلاح الدين واهدته إلى الإسلام) ويضيف استنادا إلى ما اورده راولنسون إن لفظة (دز) معناها القلعة وكانت قلعة راوندوز هذه لغاية سنة ۱۲۰۷ م يذكرها المؤرخون السريان بانها من احصن قلاع تلك الجهات
وقد ورد في المرشد: أن اسم راوندوز يتالف من لفظين. (روان) اسم عشيرة كردية و (دز) التي تعني القلعة في اللغة الكردية القديمة ثم يقول: يحتمل أن قلعة راوندوز هي القلعة التي ذكرها ابن الأثير في تاريخه الكامل في حوادث سنة ۱۲۷ باسم روبندوز ثم يقول بعد ذلك ان راوندوز ازدهرت في عهد محمد باشا الملقب بلقب كور باشا (الباشا الاعور) حتى انها كانت تصنع فيها المدافع.
اما الاستاذ غالب الطالباني: فيفسر تسمية (ره واندوز) بانها تتكون من لفظين. الأول: (ره وان أو ره هوان) وتعني الخفة أو السرعة وخاصة في الجري. الثاني: (دز) أي القلعة، ويفسر اجمالا بانها تعني خيالة البريد التي كانت تتوقف في رواندوز لوقوعها في منتصف الطريق العام أو عليه في العصور السالفة للاستراحة أو ايصال البريد، وهو بقصد أن الكلمة تعني نقطة الاستراحة.
وهناك تفسير اخر وهو ان (ره وه ن) ومعناها العشائر الرحالة لابد وان تسلك وقت ترحالها طريق هذه القلعة ذلك لان العشائر الكردية الرحالة في مناطق راوندوز وشقلاوة ورانية كانت تسوق مواشيها إلى المصايف الجبلية طلبا للكلا وخاصة في فصل الصيف وان هذه القلعة تقع على طريقها فتوقف عندها وتسمی هذه العملية باللغة الكردية (گه رمیان وکویستان أي التشتي والتصييف) ولايزال بعض العشائر الكردية الرحالة كعشيرة (هرکی) تقصد المصايف المجاورة لهذا الغرض.
ويرى السيد حسين حزني الموكرياني: أن كلمة راوندوز مأخوذة من (روین دز) التي تعني القلعة الفولاذية يؤيد هذا ماجاء على أبواب برجين بناهما محمد باشا الشهير بالباشا الأعور محمد الرواندزي على أحد التلال في غربي راوندوز هذا البيت من الشعر: دو کنکررا نهادم بردو بیکر راوندوز شدروين دز بار ديكر
أي وضعت برجين على قاعدتين فاصبحت راوندوز قلعة فولاذية ويشير بقوله: قلعة فولاذية إلى أن كلمة راوندوز مأخوذة من (روین دز).
اما اليوم فيلفظ الناس الاسم ب (ره واندز، ره واندوز، راوندوز ورواندوز): وقد ورد في مقال للدكتور محمود الأمين ان الاشوريين كانوا يطلقون اسم مصاهر على مدينة راوندوز.

## أشهر الأماكن السياحية في مدينة راوندوز[2][3]
- مدفع الأسطة رجب
- وادي رواندز [4][5]

- شلال كلي علي بك
- قلعة إيج
- جنديان
- بيخال

مجمع وتلفريك كورك
قرية شنكل بانه
 بيرويان
متنزه اكويان

## معرض الصور

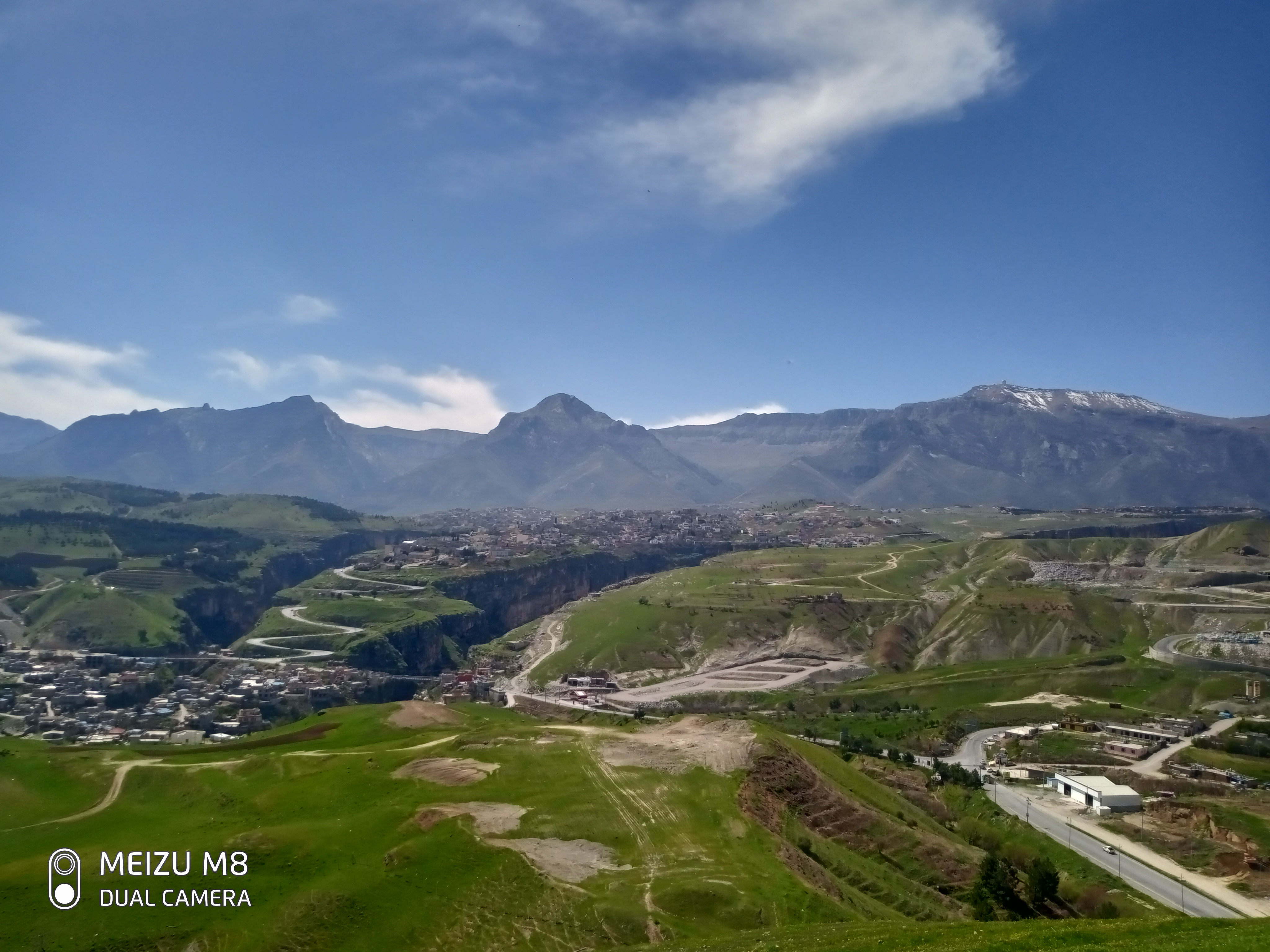
رواندز
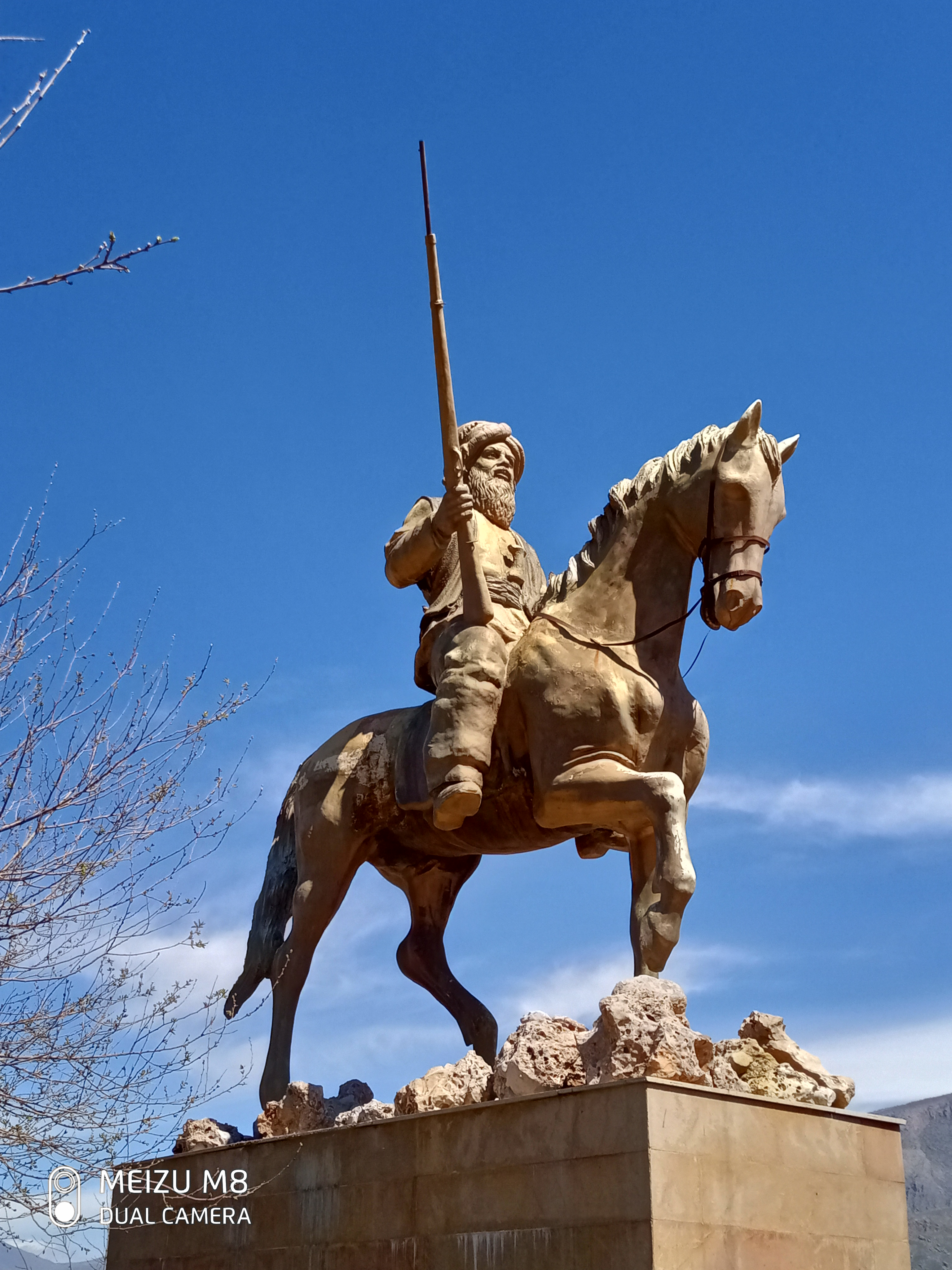
تمثال پاشای گه وره الأمير محمد الرواندزي  في مدينة رواندز
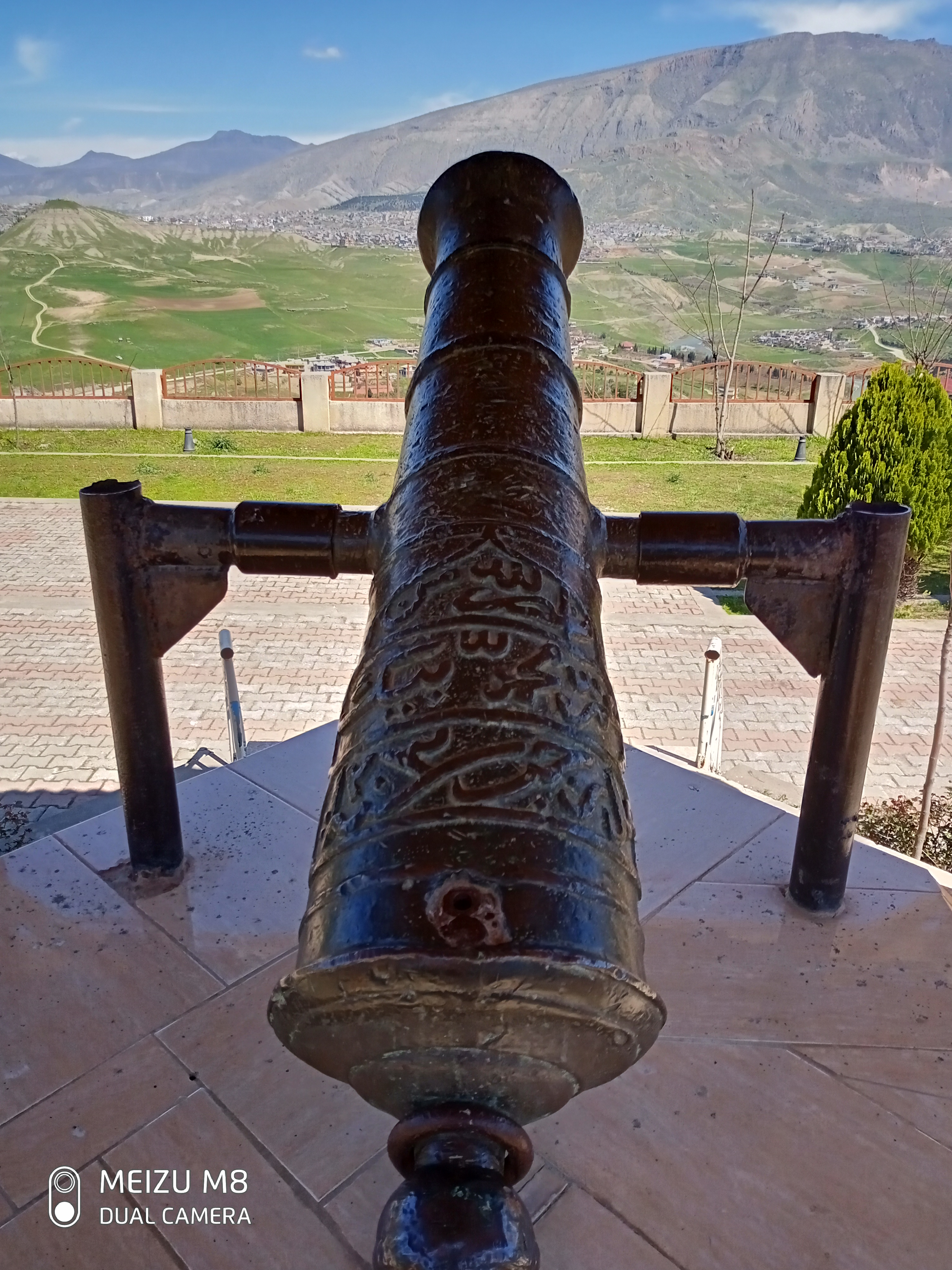
مدفع الأسطة رجب في مدينة رواندز
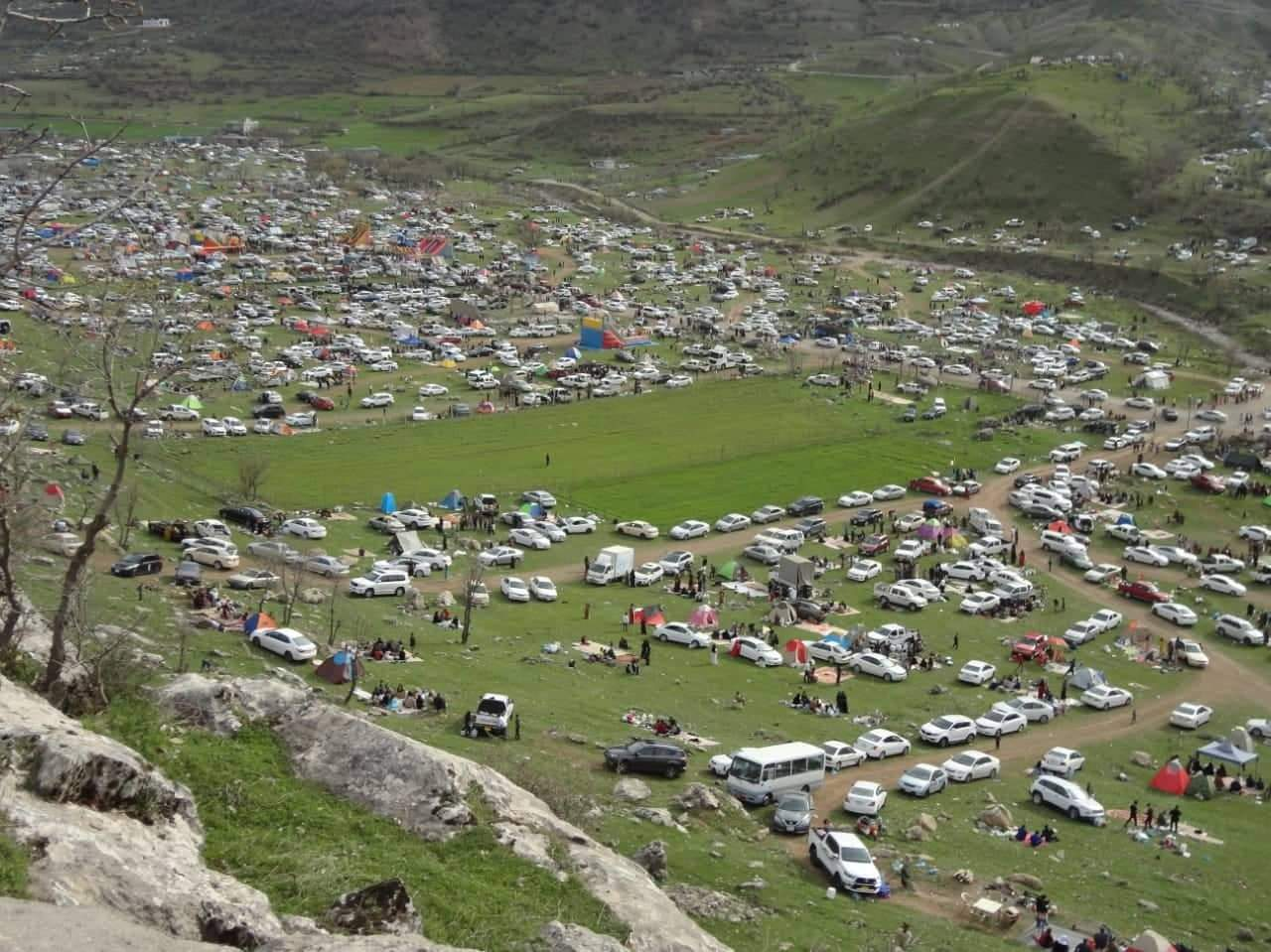
بيرويان في  نوروز 2021
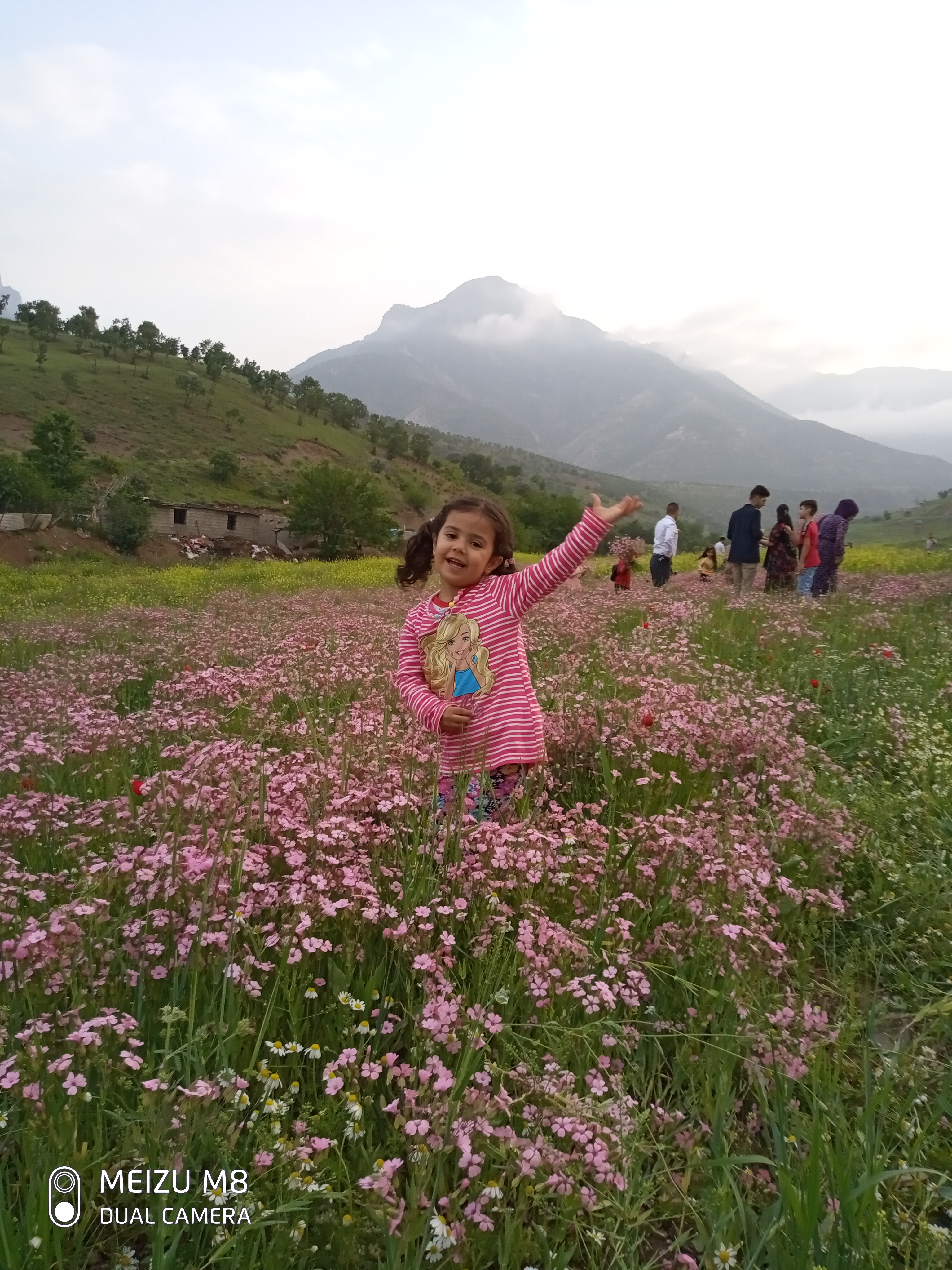
بيرويان
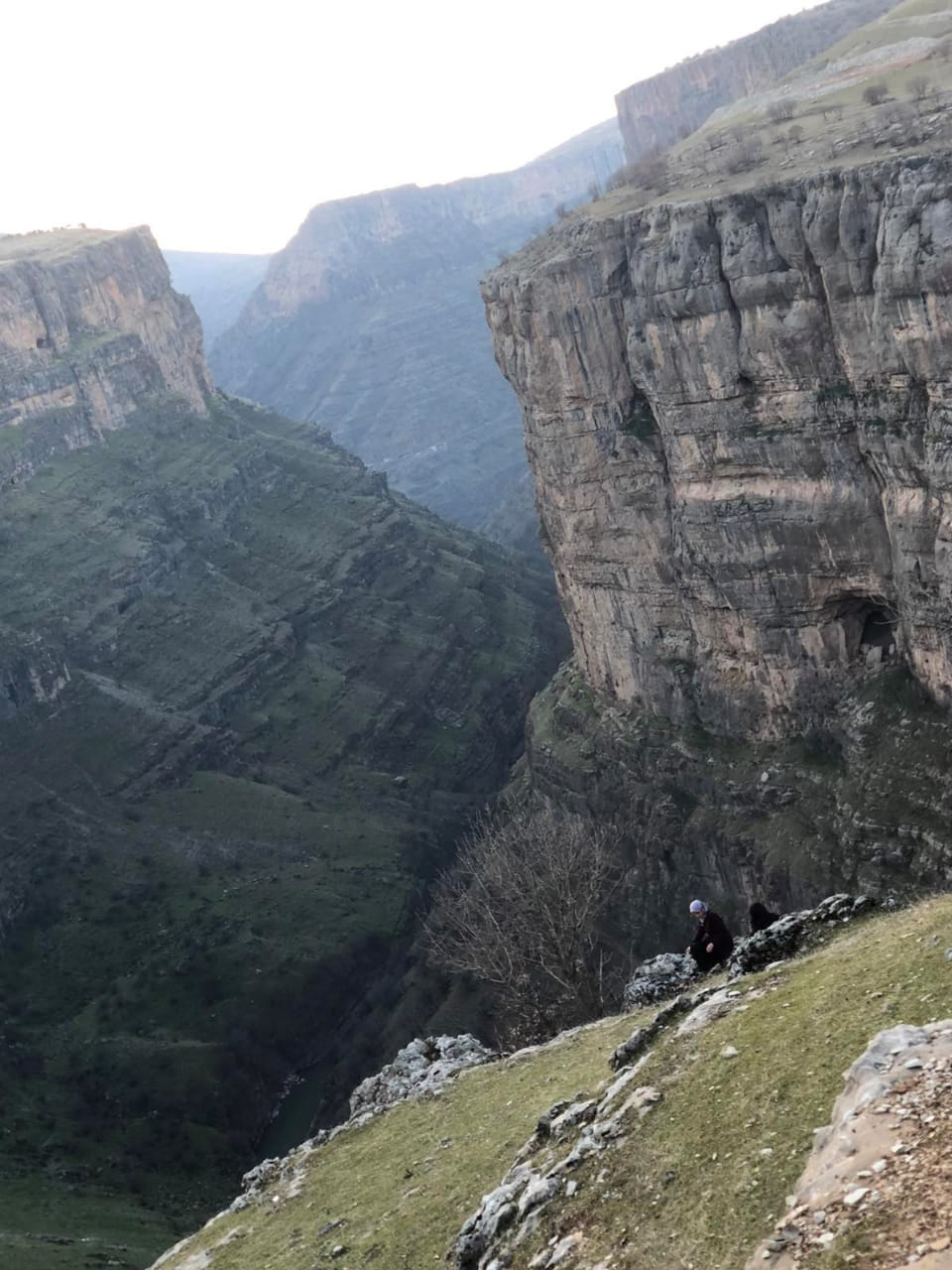
وادي رواندز (خه ره ند)
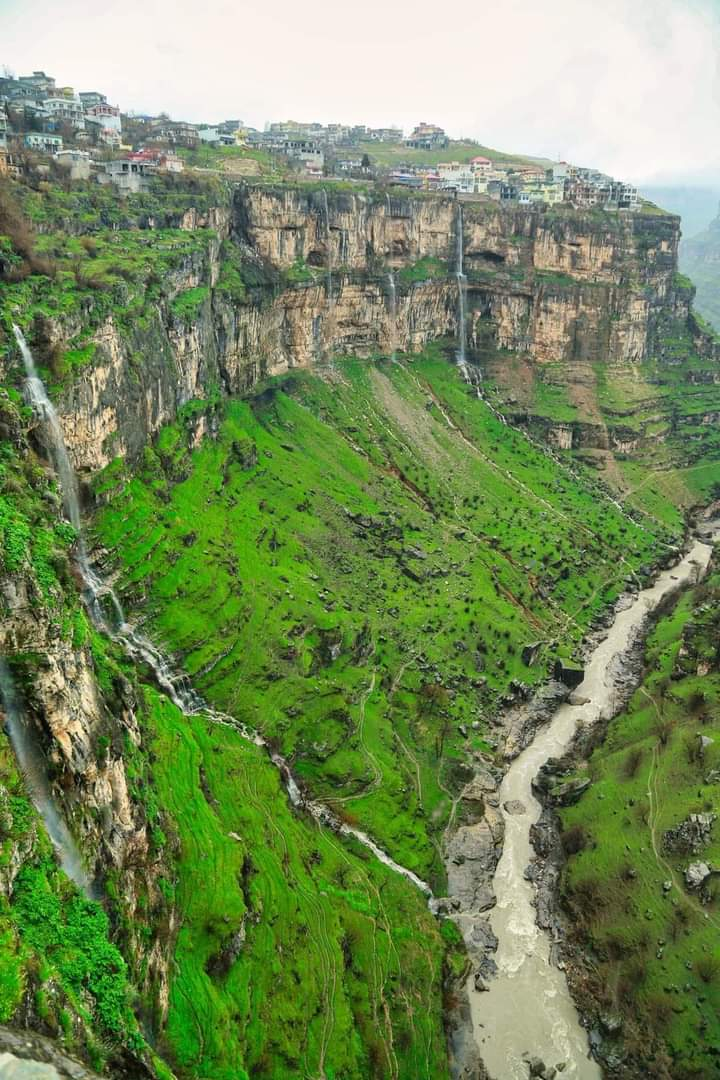
وادي رواندز (خه ره ند)
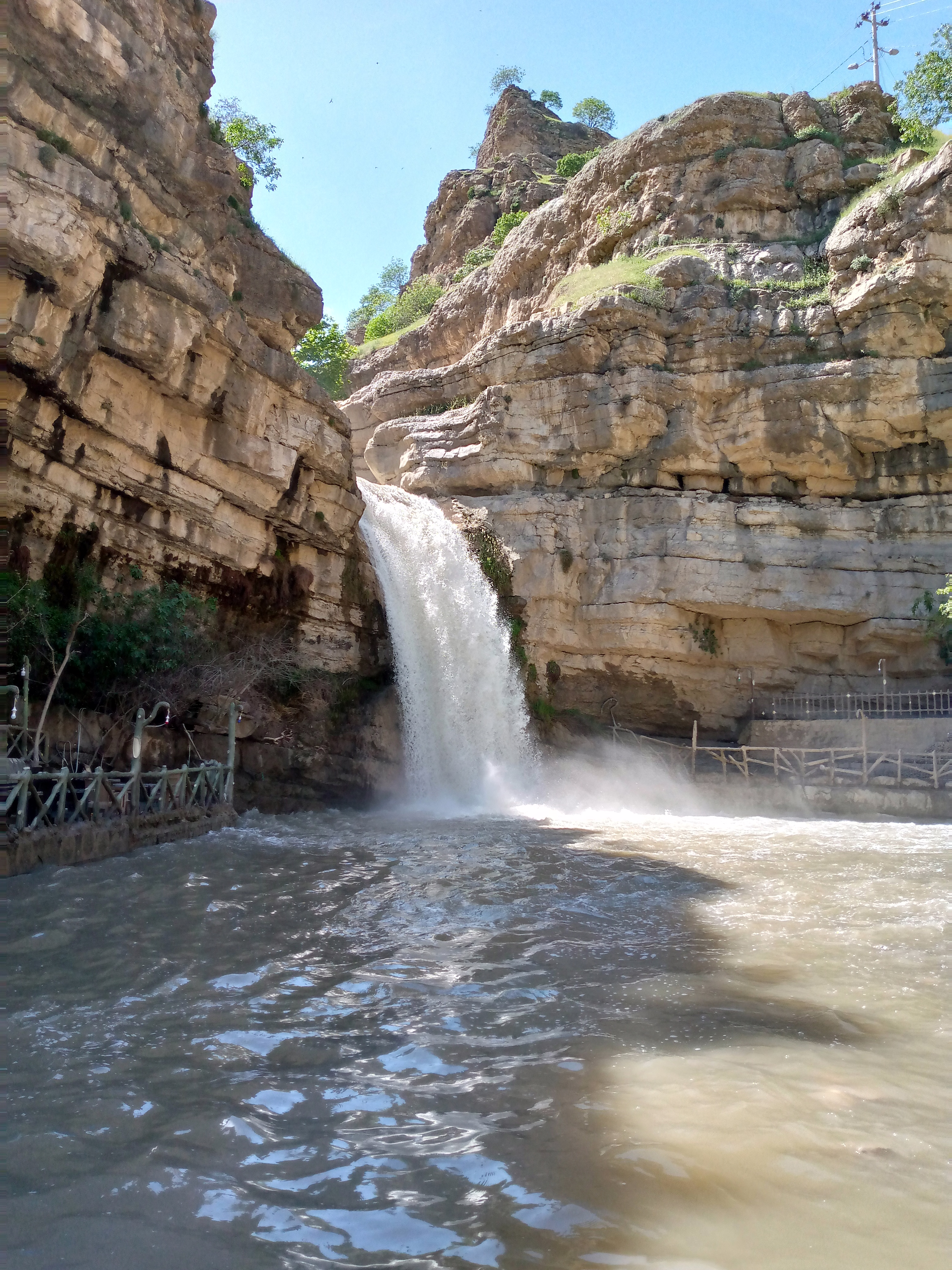
شلال كلي علي بك
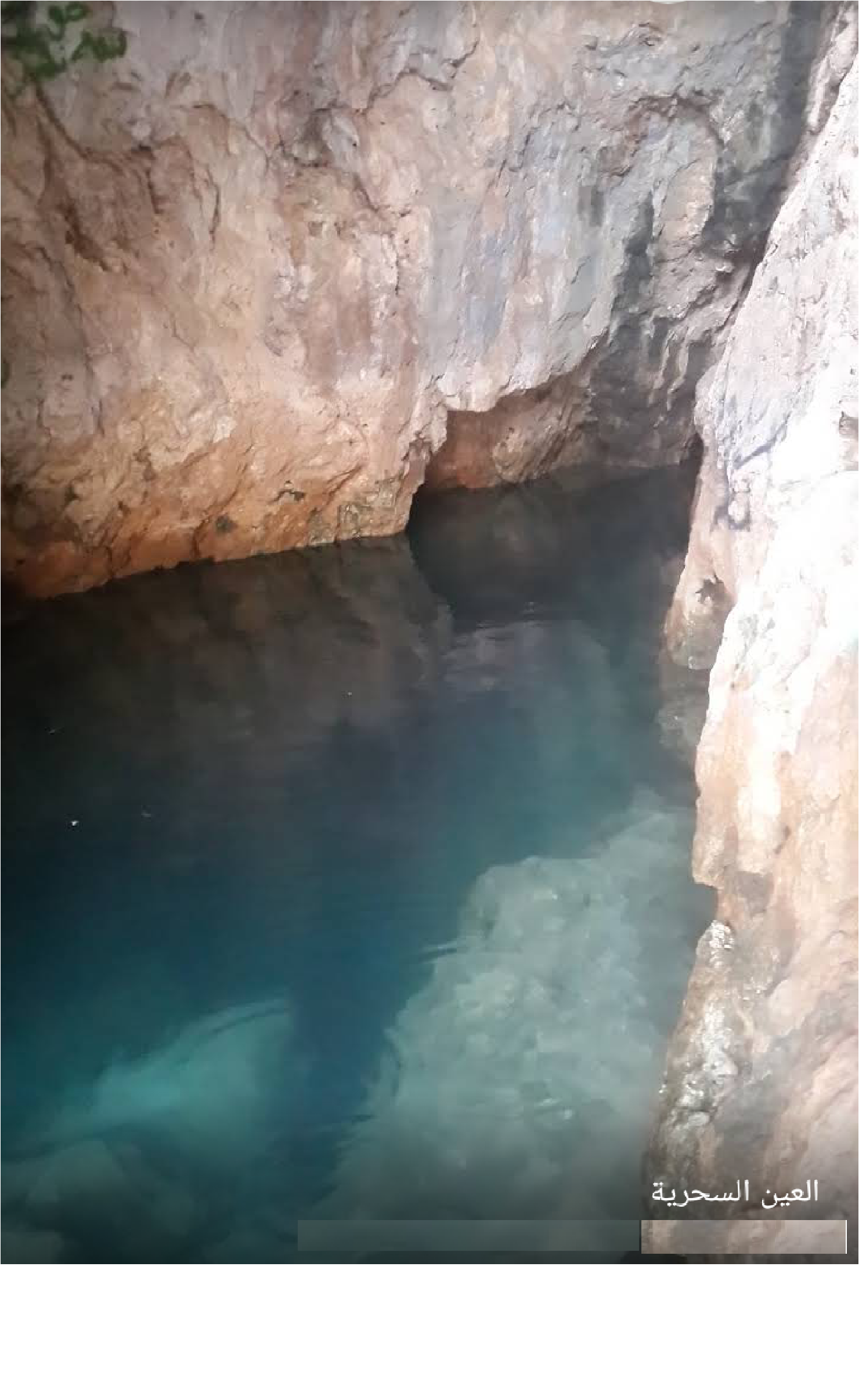
جنديان العين السحرية
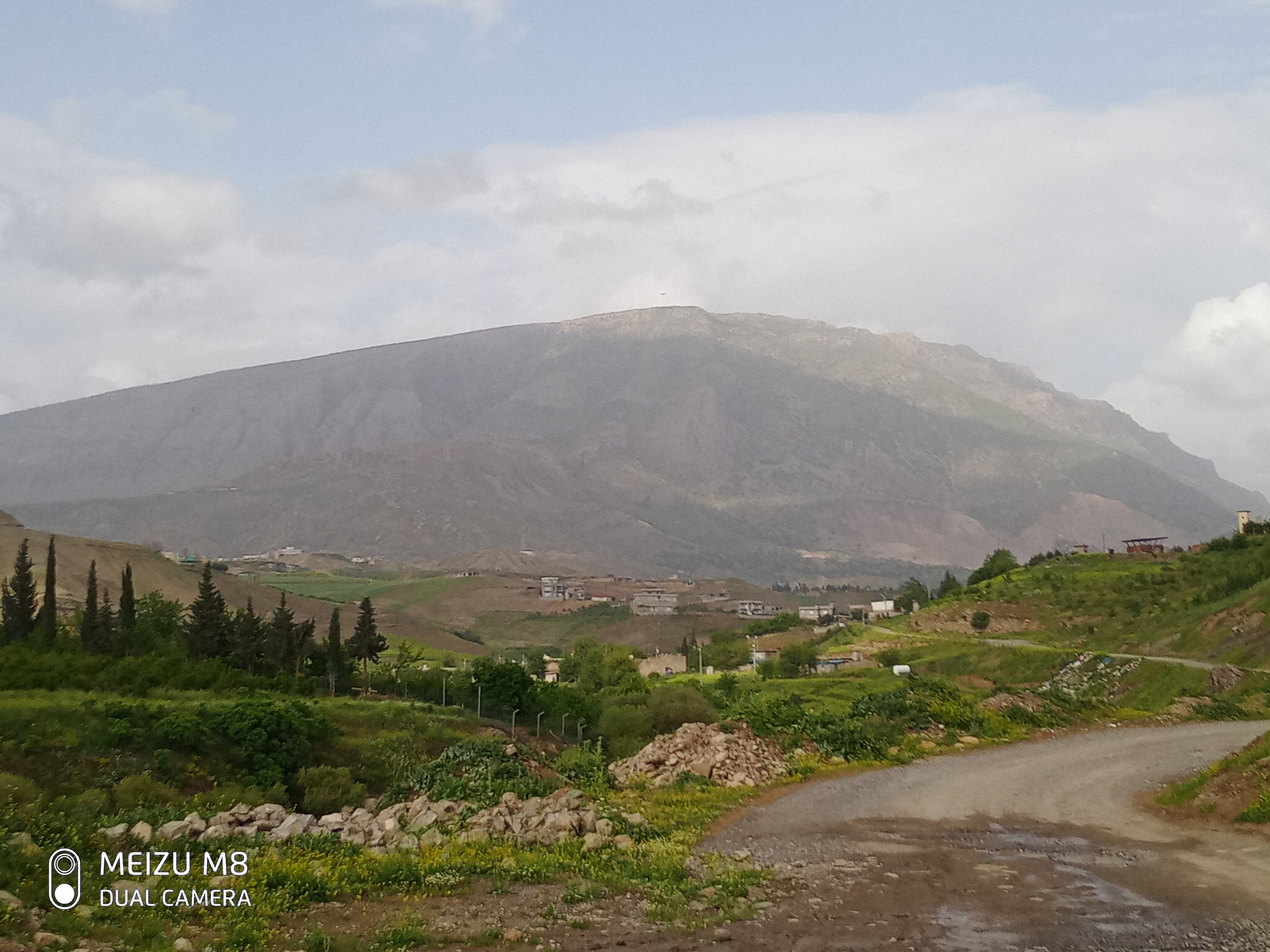
جبل زوزك
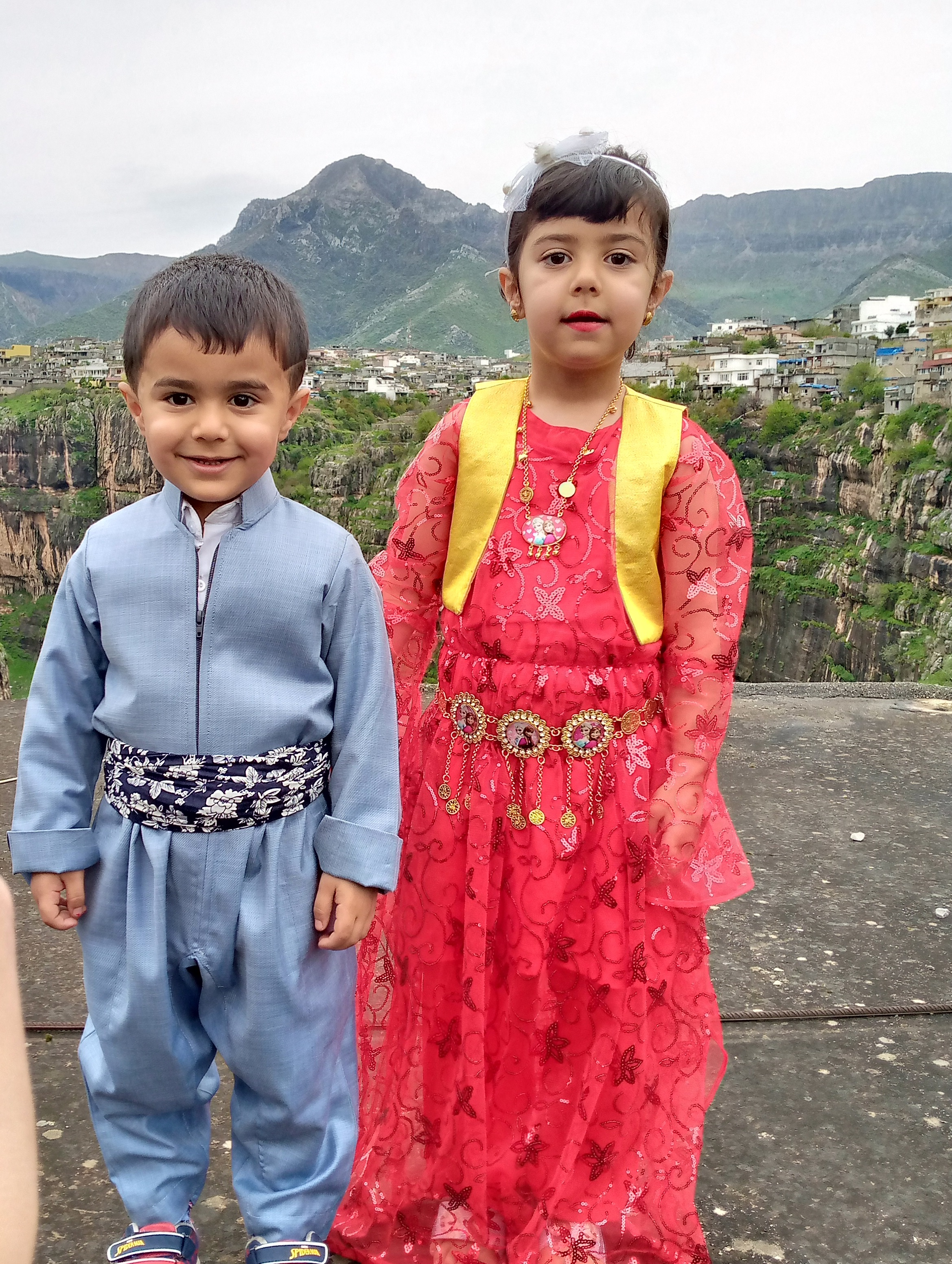
اطفال يرتدون زي كردي في مدينة رواندز